# Musée de la pomme de terre (Munich)
Le musée de la pomme de terre (en allemand: Das Kartoffelmuseum), sis à Munich en Bavière (Allemagne), est un musée qui présente tous les aspects historiques et artistiques de la pomme de terre. C'est l'un des trois musées de la Pomme de terre d'Allemagne.

## Historique
Le musée occupe le site de l'ancienne société Pfanni, qui fabriquait des produits alimentaires à base de pomme de terre. 
Ilfut ouvert en 1996 par la 'Fondation Otto Eckart'.
Otto Eckart, fils de Werner Eckart, fondateur de la 'société Pfanni', était le propriétaire de l'usine jusqu'à sa vente au groupe Unilever. Outre son travail en tant que conseil de la Fondation, il exerce les fonctions de consul honoraire de la République du Guatemala.
En 2006, le musée fut agrandi pour inclure un nouveau département, le « musée Pfanni », qui présente l'histoire de la marque Pfanni de 1949 à 1999.

## Collections
Le fonds du musée est une vaste collection de peintures (huiles, aquarelles, gravures, dessins lithographies,  estampes, Art naïf, peintures sur verre, gravures modernes). 
Outre l'exposition, le musée comprend une bibliothèque spécialisée à des fins de recherche. 
Le musée est divisé en huit espaces d'exposition :
- Histoire : de l'or des Incas à l'aliment populaire
- Fleurs, plantes, tubercules
- Culture et de récolte
- Scènes de marché
- Les multiples talents de la pomme de terre
- Collection de raretés
- Mets des princes et bouffe des pauvres
- Galerie d'Art moderne

## Visites
Sans réservation, le musée peut être visité uniquement les vendredis et samedis. L'entrée est gratuite. Des visites guidées payantes sont prévues. 